# John Connelly (musicien)
Pour les articles homonymes, voir John Connelly et Connelly.
John Connelly est un chanteur de thrash metal américain né le 28 juillet 1962.

## Biographie
Il commença sa carrière en 1981, dans le groupe Anthrax, il en fut le premier chanteur, après quelques mois dans le groupe, il fut remplacé par Neil Turbin. Il forma en 1985, le groupe Nuclear Assault avec Dan Lilker un ancien Anthrax aussi.
Après plusieurs séparations, le groupe est reformé en 2011, toujours avec John.